# 邓智彰
邓智彰（Ang Chee Ciang，1974年3月12日—），馬來西亞吉打亚罗士打人，曾为马来西亚男歌手，后为幕后音乐制作人（即作词作曲兼制作专辑）。其中他也是贺岁歌曲皇牌制作人，也是卓依婷、M-Girls和MY Astro的御用音乐制作人。他曾连续五次荣获马来西亚十大歌手奖项，更为许多著名歌手谱曲作词，那英的《哭过以后》、陈晓东的《最近的距离》、文章的《爱永远少一秒》、王杰的《我比他好》都是出自他的手笔。

## 歌手成名史

### 成名
90年代，本地中文樂壇極力鼓吹本地創作，鄧智彰1994年亦以創作歌手的形象出道，20歲的小伙子能填詞譜曲，加上樣貌斯文，完全是學院派的“白馬王子”，故發片就馬上引起歌迷的注意。
當時有圈中人覺得他歌唱得不錯，就把他的Demo卡帶拿給了瑞华唱片公司，瑞华唱片公司老板陈瑞钿聽了覺得他是可造之材，于是決定簽下他，那時候在唸中四的他簽約時還要父親代為簽名。根据陈瑞钿在2018年所述，AI FM的电台DJ梁金龙和他对话时，他也爆出了其实邓智彰前往唱片公司交Demo 卡带的时候，智彰的表哥也有前往这家唱片公司，主要是带邓智彰来到这家唱片公司交上智彰的Demo。
3年后，也就是1994年，邓智彰如願的發了首張個人專輯《为你我的心找一个家》。根据叶啸的说法，其实瑞华唱片公司也在同年发行专辑的时候，把邓智彰塑造成他是台湾歌手的假象，目的就是要將他捧出名。而他的英文名字“Ciang Teng”在2017年，和之前的合作伙伴兼MY FM前DJ卓卉勤谈话时，突然发现他的社交媒体上的英文姓和专辑上的英文姓不同。当卓卉勤询问他的英文姓是否是“Teng”，后来邓智彰暴露出他的真实姓为“Ang”，因为瑞华唱片公司为了捧邓智彰出名，把他的英文名取为“Ciang Teng”。
1995年，邓智彰在瑞华唱片公司发行了他的第二张个人专辑《孤单》，也同时发行了新歌加精选专辑《陪我走过》。
1996年，邓智彰再次发行了他的个人专辑《我想》，也同时翻唱马来西亚歌手蒲复才的成名曲《不见不散》，让粉丝都喜欢他的版本。起初邓智彰的粉丝以为这是邓智彰原唱的作品，后有圈中人知道原唱者是蒲复才后，便大赞邓智彰唱的版本较好听，听出耳油。

### 离开瑞华
1997年，邓智彰在瑞华唱片公司发行了最后一张新歌加精选专辑《不见不散》。原因是因为瑞华唱片公司的新加坡和香港分公司遇到金融危机，让瑞华逼不得已关掉了分公司，只靠瑞华的子公司Suria Records走红，再加上邓智彰和瑞华唱片公司的合约期满，正式解约。而这张专辑收录了和拿督茜蒂·诺哈丽莎合唱的歌曲《Rindu Di Antara Kita》。里面包含的中文歌词都是由邓智彰操刀，除了邓智彰演唱中文歌词外，茜蒂也演唱部分中文歌词。原属于Suria Records的马来歌曲《Rindu Di Antara Kita》加入些许中文歌词后，获得不少回响，因此让茜蒂正式走红。而这首歌也在TV3的其中一个节目合唱。邓智彰在这张专辑的另外一首新歌《最心痛的决定》是他在瑞华唱片公司的最后一个作品。最后，发行精选辑后正式离开瑞华唱片公司。

### 再度签约瑞华
1997年，邓智彰签约新的唱片公司，名为EMI（百代）唱片公司，并且在1998年在EMI发布了他的个人单曲《承认我的错》，收录在他和陈奕文的合辑《慢热》。本来他在EMI唱片可以完成他的第四张个人专辑，但因为EMI唱片公司解散中文部而让他的第四张个人专辑胎死腹中。因此，瑞华唱片公司老板陈瑞钿知道此事后，询问邓智彰是否还会再来瑞华唱片公司，发行专辑。邓智彰就立刻再次签约瑞华唱片公司，因此发行了他的第四张专辑《愿让她知道》。

### 和瑞华解约，签约威扬娱乐
2002年，邓智彰已经和瑞华解约，因为他已经正式加入威扬建立的贺岁专辑里面的群星团体“八大巨星”。而他在八大巨星的第一年，写了“霸气如虹迎新年”并且和七位歌手合唱之后，获得更大的回响。其后，他除了继续参与接下来八大巨星的贺岁专辑《大胜年/九寨沟的春天》、《气势如虹》和《好日子》以外（《万鼓齐鸣庆丰年》、《气势如虹Remix》、《王中之王》、《万紫千红迎新年》和《最经典贺岁精选》并没计入在内，因为《万鼓齐鸣庆丰年》、《气势如虹Remix》的专辑是贺岁组曲精选辑，而《王中之王》、《万紫千红迎新年》和《最经典贺岁精选》则是历年八大巨星演唱的精选辑），他也参与了幕后，为贺岁专辑和流行专辑担当制作人。

### 成为Astro贺岁专辑金牌制作人的开始
2007年，邓智彰在威扬集团担当2008年威扬旗下贺岁专辑的制作人。这也是邓智彰继2007年参与八大巨星后，离开担当幕后。当时他也为威扬旗下贺岁专辑做了4张，但Astro集团的高层建议他们的电视台必须要有他们自己的贺岁歌曲，于是想到威扬集团。因为威扬集团当时财势力强，并且邓智彰带领制作的八大巨星也受到热捧，于是决定和威扬集团合作，让邓智彰制作Astro的贺岁专辑。这让邓智彰琢磨着，因为他只有三个星期的时间来创作。但他已累积不少相关经验，只用一天时间完成了Astro贺岁歌曲传唱度更高的歌曲——《大团圆》，并且因为歌词和旋律有年味，让老老少少都会唱这首歌，传唱度较红，成为马来西亚贺岁歌曲不可少的经典。

## 唱片列表

### 个人专辑
| 年份   | 專輯名稱                           | 唱片公司 | 曲目                                     |
| 1994年 | 为你我的心找一个家/痴狂的心        | 瑞华唱片 | 曲目 1. 为你我的心找一个家 2. 关怀###### |
| 1994年 | 孤单/真心真意                      | 瑞华唱片 | 曲目 1. 孤单                             |
| 1995年 | 陪我走过（新歌+精选）              | 瑞华唱片 | 曲目 1. 陪我走过 2. 不愿你承受           |
| 1996年 | 我想                               | 瑞华唱片 | 曲目 1. 我想 2. 不见不散                 |
| 1997年 | 不见不散（新歌+精选）              | 瑞华唱片 | 曲目 1. Rindu Di Antara Kita             |
| 1999年 | 愿让她知道                         | 瑞华唱片 | 曲目 1. 愿让她知道                       |
| 2001年 | 瑞华33回馈典藏系列12——邓智彰流行篇 | 瑞华唱片 | 曲目 1. 为你我的心找一个家               |
| 2001年 | 邓智彰&10个女人（翻唱专辑）        | 瑞华唱片 | 曲目 1. 有一点动心                       |

### 八大巨星系列
| 年份   | 專輯名稱               | 唱片公司                                                             | 备注                     |
| 2003年 | 霸氣如虹迎新年         | 威扬娱乐有限公司/威扬发行有限公司/天龙国际娱乐有限公司（CD/VCD代理） |                          |
| 2004年 | 大勝年/九寨沟的春天    | 威揚娱乐有限公司/威扬发行有限公司                                    |                          |
| 2005年 | 氣勢如虹               | 威揚娱乐有限公司/威扬发行有限公司                                    |                          |
| 2005年 | 气势如虹（Remix）      | 威揚娱乐有限公司/威扬发行有限公司                                    | Remix 精选辑             |
| 2006年 | 万鼓齐鸣庆丰年         | 威揚集團                                                             | Remix 精选辑             |
| 2007年 | 好日子                 | 威揚集團                                                             |                          |
| 2008年 | 百福临门满人间         | 威揚集團                                                             | 只参与贺岁专辑制作兼和音 |
| 2009年 | 王中之王               | 星樂娱乐集团/威扬集团                                                | 精选集                   |
| 2012年 | 万紫千红迎新岁         | 星樂娱乐集团                                                         | 精选集                   |
| 2020年 | 八大巨星最经典贺岁精粹 | 星樂娛樂集團/环宇                                                    | 精选集                   |

### 为My Astro制作的贺岁专辑
| 年份 | 贺岁專輯名稱                | 唱片公司                                                   | 备注                                                           | 封面设计 |
| 2008 | 快乐到鼠大团圆              | 威扬集团                                                   |                                                                | 普通盒装设计，CD、VCD和DVD分开售卖 |
| 2009 | 牛转乾坤大团圆              | 星乐娱乐集团、威扬集团                                     |                                                                | VCD和DVD有限量版设计，市面版本售卖盒装设计，CD、VCD和DVD分开售卖                                                                                            |
| 2010 | 舞虎扬威大日子              | 星乐娱乐集团                                               |                                                                | VCD和DVD有限量版设计，而DVD的限量版附送图片写真日历，市面版本售卖盒装设计，CD、VCD和DVD分开售卖                                                             |
| 2011 | 天天好天好福气              | 星乐娱乐集团                                               |                                                                | 有限量版设计，如超大DVD封套、CD加DVD精美盒装（附送歌词日历写真本），市面版本售卖盒装设计，CD、VCD和DVD分开售卖                                              |
| 2012 | 开心乐龙龙                  | Astro                                                      | 并无在市面上上架，由多媒体娱乐发行此吉祥物配套附送这张贺岁专辑 | 吉祥物附送专辑，仅DVD而已 |
| 2013 | 全民贺岁Ulala               | Astro、多媒体娱乐                                          |                                                                | |
| 2014 | 马力全开庆丰年              | Astro、多媒体娱乐                                          |                                                                | |
| 2015 | 嘻嘻哈哈喜洋洋              | Astro、多媒体娱乐                                          |                                                                | 黑胶唱片设计，CD+DVD |
| 2016 | 猴爷大盛年                  | Astro、多媒体娱乐                                          |                                                                | |
| 2017 | 人人有转机                  | Astro、多媒体娱乐                                          |                                                                | 圆形铁盒设计，CD+DVD |
| 2018 | 活出自己快乐Whoopee（无比） | Astro、多媒体娱乐                                          |                                                                | 文件夹设计，CD+DVD |
| 2019 | 万象更新勇气胖嘟嘟          | Astro、多媒体娱乐                                          |                                                                | 记事本设计，CD+DVD |
| 2020 | 迎新来Say Cheese 好运鼠于你 | Astro、多媒体娱乐                                          |                                                                | 拥有两种版本，那就是CD+DVD和USB版本。CD+DVD封套设计为古代秘笈设计。                                                                                         |
| 2021 | 元气满满Moo Moo哒           | Astro、多媒体娱乐、映暒电影制作有限公司（The Film Engine） |                                                                | 拥有两种版本，那就是CD+DVD和USB版本。USB和CD+DVD版本附送的歌词本采用护照设计，并且附送明信片一张。而USB采用的设计是杯垫设计，CD+DVD采用的设计则是信封设计。 |
| 2022 | Ü虎加把劲 家家万事兴        | Astro、多媒体娱乐、映暒电影制作有限公司（The Film Engine） |                                                                | 买专辑送日历，随购买CD+DVD或者USB附送。 |
| 2023 | 一跃前进 旺兔GOLD！         | Astro、多媒体娱乐、映暒电影制作有限公司（The Film Engine） |                                                                | |
| 2024 | 开心龙龙Way                 | Astro、多媒体娱乐、MK集团、环宇                            |                                                                | |
| 2025 | 喜乐乐 Share丰年            | Astro、多媒体娱乐、MK集团、环宇                            |                                                                | |

## 節目
- Astro經典名曲歌唱大賽2019（2019年）